# Førre
Førdesfjorden este o localitate din comuna Tysvær, provincia Rogaland, Norvegia, cu o suprafață de 3,57 km² și o populație de 5.178 locuitori (2013).